# Teiglin
El Teiglin es un río ficticio que pertenece al legendarium del escritor británico J. R. R. Tolkien y que aparece en su novela póstuma El Silmarillion. Su curso transcurre por Beleriand Occidental y posee gran importancia en la historia, narrada en El Silmarillion, de Túrin Turambar.

## Etimología
La traducción de su nombre ofrece algunas dificultades: es una palabra de origen Ilkorin “Taiglin” (en El Silmarillion aparece como Teiglin), compuesto por el elemento taig que significa “profunda”. Sobre la raíz de esta palabra; se señala que taig proviene de taika una mezcla de TÂ y AIKA; pero AIKA no existe en Etimologías, y si existe la palabra Quenya aika, con el mismo significado, cuya raíz es AYAK. El otro elemento que compone el nombre del río es lin en su significado de “laguna”, raíz LIN1; traduciéndose el nombre como “Laguna Profunda”. Pero el problema es “(...)cuando este nombre pasó a ser sindarin ..., Tolkien lo interpretó de modo bastante diferente: Los elementos (¿en sindarin antiguo?) pasaron a ser taika "fronterizo" y linde "cantor / cantando", usándose este último como nombre "de muchos ríos de curso rápido que hacían un sonido murmurante" (GJ:361)”. Es decir, en Sindarin taeg, (del _ ai_ del Ilkorin o del élfico primitivo; al _ae_ Noldorin) “borde”, “frontera”, “límite”; y el elemento lin, pero derivado de la raíz LIN2. La explicación de este cambio de nombre no es clara pero, según los mapas publicados el río es frontera del bosque de Brethil y además en El Silmarillion hay múltiples referencias al “murmullo” de sus aguas.

## Curso y lugares relevantes
Nacía de las Ered Wethrin y descendía hacia el sudeste, rodeando casi por completo por el oeste el bosque de Brethil. Recibía las aguas del río Malduin y del Glithui en su curso inferior. Ambos nacían un poco más al este, también en las Montañas de la Sombra. En su curso medio recibía las aguas del arroyo Celebros o «Lluvia de Plata», desde Brethil, en unas hermosas cataratas conocidas como Dimrost o «Escalera Lluviosa», que luego se llamaron Nen Girith o «Agua Estremecida».

### Cruces del Teiglin
El río corría en gran parte de su cauce a través de gargantas y barrancas por lo que no era fácil cruzarlo; pero en el suroeste del bosque de Brethil, existía un vado por donde cruzar el río y se lo conocía como «Cruces del Teiglin»; por allí pasaba el viejo Camino del Sur que unía Nargothrond con Tol Sirion.

### Haudh-en-Elleth
A muy corta distancia de los cruces, se encontraba el túmulo de la doncella élfica Finduilas de Nargothrond, conocido con el nombre de Haudh-en-Elleth, o «túmulo de la doncella elfo».

### Cabed-en-Aras
Un poco más al sur de los Cruces y cercano a Nen Girith el río volcaba su caudal en una profunda garganta llamada Cabed-en-Aras ("Salto del ciervo", en sindarin): “(...)El lado este era un acantilado escarpado de unos cuarenta pies, desnudo, pero coronado de árboles en la cima; del otro lado, la orilla era algo menos escarpada y de menor altura, cubierta de árboles colgantes y de malezas, pero entre ambas orillas el agua se precipita con furia sobre las rocas...” (Quenta Silmarillion. Cap 21) Allí Túrin dio muerte a Glaurung y allí Nienor se arrojó al encuentro de la muerte. Se dice que nadie volvió a mirar el lugar y ni creció allí ningún árbol, y se lo llamó Cabed Naeramarth, “El Salto del destino espantoso”.
En las “Hondonadas del Teiglin”, el río describía una profunda curva hacia el este, hasta desembocar en el Sirion , formando la frontera norte del Bosque de Nivrim y la frontera sur del de Brethil.